# Hörsten
Hörsten ist eine Gemeinde im Kreis Rendsburg-Eckernförde in Schleswig-Holstein. Durch das Gemeindegebiet verläuft der Nord-Ostsee-Kanal.

## Geografie

### Geografische Lage
Das Gemeindegebiet von Hörsten erstreckt sich von der Untereider bis über den Lauf des Nord-Ostsee-Kanals im Bereich der  Kanalkilometern 51 bis 53 südwestlich der Jevenau bei dessen heutiger Mündung in den Kanal bis knapp über die Luhnau hinaus. Es liegt am Übergang der Naturräume Eider-Treene-Niederung, Schleswiger- und Holsteinische Vorgeest. Der Dorfkern liegt im nördlichen Teilbereich zwischen dem Kanallauf und der Eider.

### Ortsteile
Neben dem für die Gemeinde namenstiftenden Dorf befinden sich ebenfalls die Hofsiedlung Luhnvie und die Häusersiedlung und Waldwärterhaus Schachtholm als weitere Wohnplätze im Gemeindegebiet.

### Nachbargemeinden
Direkt angrenzende Gemeindegebiete von Hörsten sind:
| Hamdorf  | Elsdorf-Westermühlen                        | Schülp b. Rendsburg |
|          | Kompassrose, die auf Nachbargemeinden zeigt | Jevenstedt          |
| Breiholz | Hamweddel                                   |                     |

## Geschichte
Die Gemeinde geriet im November 2000 in die Schlagzeilen, als erstmals bei einer in Deutschland geborenen Kuh die Rinderseuche BSE festgestellt worden war.
Im Dezember 2021 machte die Gemeinde als Null-Corona-Dorf bundesweit Schlagzeilen. Dem Dorf war bis zu diesem Zeitpunkt keine einzige Infektion mit dem Coronavirus innerhalb der Pandemie zuzuordnen gewesen.

## Politik
Seit 2013 hat die Gemeinde keine Gemeindevertretung mehr, sondern eine Gemeindeversammlung.

## Wirtschaft und Infrastruktur

### Wirtschaftsstruktur
Das Gemeindegebiet ist überwiegend landwirtschaftlich geprägt. 
Die Gemeinde ist Standort des Flugplatzes Rendsburg-Schachtholm. Die den Flugplatz umgebenden Flächen einer ehemaligen Spülfläche des Nord-Ostsee-Kanals bilden das Naturschutzgebiet Spülflächen Schachtholm.

### Verkehr
Die Dorflage der Gemeinde Hörsten ist entlang der Verbindungsstraße ausgehend von der Landesstraße 126 im Nachbarort Lohklint im Gemeindegebiet von Breiholz zu der nördlich den Kanallauf begleitenden Kreisstraße 47 zu erreichen. Der südlich des Kanals gelegene Gemeindebereich ist über die am Kanal entlang führende Kreisstraße 27 erreichbar. Diese zweigt unmittelbar am Drehkreuz der Bundesstraßen 202 und 77 ab.